# Sarakína (Tríkala)
 (juin 2025).
Pour les articles homonymes, voir Sarakína.
Sarakína (grec moderne : Σαρακήνα) est une localité située dans le dème des Météores, dans le district régional de Tríkala, dans la périphérie de Thessalie, en Grèce.
Selon le recensement de 2021, elle compte 335 habitants.